# راست‌به‌چپ

جهت‌های نگارشی که در جهان استفاده می‌شود

راست‌به‌چپ (یا RTL) به خط‌هایی گفته می‌شود که نوشتنشان از سمت راست صفحه آغاز شود و به سمت چپ ادامه یابد. راست‌به‌چپ اصطلاحاً راست‌چین نیز گفته می‌شود. راست چین بیشتر در وب فارسی کاربرد دارد و به تغییر الگوی نوشتاری و طراحی وب سایتهای چپ چین راست چین کردن گفته می‌شود.
بنا به گفتهٔ لارنس آستین وادل در کتاب «خاستگاه فنیقی بریتانیایی‌ها، اسکاتلندی‌ها و آنگلوساکسون‌ها»، از جمله افرادی که در زمان او نگاشته‌هایی از راست‌به‌چپ نوشته شده است، آشوکا بود که در زمان وی آثار بودایی از راست به چپ نگاشته شدند.
خط‌های راست‌به‌چپ عبارتند از:
- خط عربی - برای زبان‌های فارسی، عربی، ترکی آذربایجانی (در ایران)، اردو، پشتو، کردی و جز آن‌ها به کار می‌رود.
- الفبای عبری - برای زبان‌های عبری، ییدیش و برخی زبان‌های یهودی به کار می‌رود.
- الفبای سریانی - برای گونه‌های زبان سریانی به کار می‌رود.
- Thaana - برای زبان دیوهی.
- خط N'Ko - برای تعدادی از زبان‌های آفریقا.

## ویکی‌پدیاهای راست به چپ
بر اساس وبگاه bugzilla.wikimedia.org ویکی‌پدیاهای زیر از زبان راست به چپ استفاده می‌کنند:
- 'ar' => 'العربیة', عربی
- 'arc' => 'ܐܪܡܝܐ', آرامی
- 'arz' => 'مصری', زبان عربی مصری
- 'bcc' => 'بلوچی مکرانی', بلوچی
- 'bqi' => 'بختیاری', بختیاری
- 'ckb' => 'Soranî / کوردی', سورانی
- 'dv' => 'ދިވެހިބަސް', دیوهی
- 'fa' => 'فارسی', فارسی
- 'glk' => 'گیلکی', گیلکی
- 'he' => 'עברית', زبان عبری
- 'ku'  => 'Kurdî / کوردی', کردی
- 'mzn' => 'مازِرونی', مازندرانی
- 'pnb' => 'پنجابی', پنجابی
- 'ps' => 'پښتو', پشتو،
- 'sd' => 'سنڌی', سندی
- 'ug' => 'Uyghurche / ئۇیغۇرچه‌', اویغوری
- 'ur' => 'اردو', اردو
- 'yi' => 'ייִדיש', ییدیش